# جزيرة كايو أغوا
جزيرة كايو أغوا  (بالإنجليزية: Cayo Agua Island)‏ هي جزيرة تابعة لـ بنما في أرخبيل أرخبيل بوكاس ديل تورو. تبلغ مساحتها 16 كم².